# Christiane Wildschek
Christiane Wildschek (geb. Casapicola; * 5. Juli 1954 in Ampflwang im Hausruckwald) ist eine ehemalige österreichische Sprinterin, Mittelstreckenläuferin und Hürdenläuferin.

## Karriere
Bei den Olympischen Spielen schied sie 1972 in München im Vorlauf der 4-mal-400-Meter-Staffel aus. 1976 in Montreal erreichte sie über 400 m das Halbfinale.
Viermal wurde sie Österreichische Meisterin über 800 m (1973, 1978–1980), zweimal über 400 m Hürden (1976, 1978) und je einmal über 200 m (1976), 400 m (1976) und 1500 m (1980). In der Halle holte sie zweimal den nationalen Titel über 800 m (1980, 1981) und dreimal über 1500 m (1980, 1981, 1984).

## Persönliche Bestzeiten
- 200 m: 23,7 s, 16. Mai 1976, Bukarest
- 400 m: 52,15 s, 18. Juni 1977, Klagenfurt
- 800 m: 1:59,4 min, 24. Juni 1979, Banska Bystrica (ehemaliger nationaler Rekord)
  - Halle: 2:03,0 min, 17. Februar 1980,	Wien (ehemaliger nationaler Rekord)
- 1500 m: 4:18,0 min, 10. Mai 1980, Bad Aibling (ehemaliger nationaler Rekord)
  - Halle: 4:18,4 min, 16. Februar 1980, Wien (ehemaliger nationaler Rekord)
- 400 m Hürden: 60,4 s, 26. September 1976, Dornbirn